# 140 pr. n. št.

## Rojstva
- Tigran Veliki, kralj Armenije († 55 pr. n. št.)